# Hydraulický lis
Hydraulický lis je stroj, který k vytváření tlaku využívá vlastností kapaliny.

## Princip

Princip hydraulického lisu. Působením malé síly na malý píst o obsahu vznikne v kapalině tlak, který bude působit na velký píst o obsahu velkou silou.

Ve dvou válcových nádobách je uzavřena kapalina. Písty jsou pohyblivé a mají plochy o obsahu {\displaystyle S_{1}} a {\displaystyle S_{2}}. Na píst o ploše {\displaystyle S_{1}} působíme silou {\displaystyle F_{1}}, která je kolmá k pístu. Tato síla vyvolá v kapalině tlak {\displaystyle p={\frac {F_{1}}{S_{1}}}}, který je podle Pascalova zákona ve všech místech kapaliny stejný. Na píst s obsahem {\displaystyle S_{2}} tak působí tlaková síla {\displaystyle F_{2}=pS_{2}=F_{1}{\frac {S_{2}}{S_{1}}}}. Síly, které na písty působí, jsou ve stejném poměru jako obsahy průřezů obou pístů, tedy
{\displaystyle {\frac {F_{2}}{F_{1}}}={\frac {S_{2}}{S_{1}}}}.

## Použití
Hydraulické lisy patří mezi tzv. silové. Síla je vyvozena pomocí tlakové kapaliny. Jejich výhodou je, že mohou maximální tvářecí síly odebrat v kterémkoli místě.
Díky pomalejším rychlostem pohybu beranu nejsou vhodné pro kování vysokých výkovků.  Dají se snadno automatizovat a ovládat na větší vzdálenosti. Používají se na  různé tvářecí operace (ražení, kování, tažení,...).